# مريم مراد
مريم مراد (مواليد باريس عام 1969) هي أستاذة جزائرية، تعمل في مجال علم المناعة السرطاني، ورئيسة في معهد علم المناعة الدقيق في مدرسة طب ماونت سيناي في مدينة نيويورك. نالت ميريام جائزة ويليام كولاي لبحثها المتميز في علم المناعة الأساسي. وأعلنت السفارة الأمريكية في الجزائر، أخيرًا، انتخاب الباحثة الجزائرية مريم مراد في أكاديمية الولايات المتحدة المرموقة للعلوم اعترافا بمساهماتها في علوم البيولوجيا.  وهنأ رئيس الجمهورية عبد المجيد تبون الباحثة الجزائرية مريم مراد على انتخابها في أكاديمية الولايات المتحدة للعلوم، معتبرا ذلك فخرا للجزائر ويرفع مكانتها في الهيئات العلمية الدولية.

## المسيرة المهنية
تحمل مراد شهادة دكتوراه في الطب، وهي أستاذة مناعة السرطان، ومدير معهد المناعة الدقيقة، وتعمل بكلية إيكان للطب بماونت سيناي بمنهاتن، وانضمت مؤخرًا إلى نخبة من العلماء الدوليين الذين تم انتخابهم كأعضاء في أكاديمية الولايات المتحدة للعلوم التي تم تأسيسها عام 1863 تحت إشراف الرئيس السابق ابراهام لينكولن.
وكانت ميريام قد زاولت دراستها في جامعة الجزائر في 1985 وأكملت تخصصها في جامعة باريس ديديرو. بعد ذلك انتقلت إلى جامعة ستانفورد لإنجاز دكتوراه في مخبر إيدجر أونجلومان (بالإنجليزية: Edgar Engleman)‏.  حصلت على وظيفة في مدرسة طب ماونت سيناي قبلَ أن يتمّ ترقيتها لرتبة أستاذة مشاركة في 2007 ثم إلى رتبة بروفيسورة في 2010 كما حَصلت على مقعدٍ في مجال علم المناعة السرطاني.

### البحث العلمي
تُعتبر دراسات ميريام ميراد من أسبق الدراسات التي سعت إلى التعرف على الآليات التي تتحكم في الهويّة التطورية والوظيفية لخلايا النسيج التغصنية والبلعمية. يتركّزُ البحث حاليًا في مختبر ميرام على الدورِ الذي تلعبه الخلايا المتغصنة والبلعمية  في البيئة المكروية، بالإضافةِ إلى كيف تمنع الأورام الوظائف الطبيعية المضادة للورم لهذه الخلايا.

## درجات الشرف
- عضوٌ في المجتمع الأمريكي للتحقيق السريري.[8]
- جائزة ويليام كولاي لبحثها عن الورم المناعي.[9]

## أبرز منشوراتها
- دراسة في دورية علمية أمريكية، أظهرت أن للصوم مزايا إيجابية على مستوى الخلايا عند الأفراد الذين يتمتعون بصحة جيدة.[10]
- دراسة تاريخية نُشرت في مجلة ساينس في عام 2010 ، أظهرت فيها أن البلاعم – خلايا الدم البيضاء الكبيرة – تنشأ من السلائف الجنينية التي تستقر في الأنسجة قبل الحياة حيث تؤدي دورًا مميزًا في فسيولوجيا الأعضاء والفيزيولوجيا المرضية. [4]